# Diabolus in Musica
Diabolus in Musica je osmé studiové album americké thrashmetalové skupiny Slayer. Vyšlo 9. června 1998 jako třetí studiová nahrávka s bubeníkem Paulem Bostaphem. I když byla hodnocení kritiků smíšená, alba se v prvním týdnu prodalo cca 46 000 kopií, což ho dostalo na 31. příčku v žebříčku Billboard 200.

## Seznam skladeb
1. „Bitter Peace“ – 4:32 – (Hanneman)
2. „Death's Head“ – 3:34 – (Hanneman)
3. „Stain of Mind“ – 3:24 – (Text: King; Hudba: Hanneman)
4. „Overt Enemy“ – 4:41 – (Hanneman)
5. „Perversions of Pain“ – 3:33 – (Text: King; Hudba: Hanneman)
6. „Love to Hate“ – 3:07 – (Text: Hanneman, King; Hudba: Hanneman)
7. „Desire“ – 4:20 – (Text: Araya; Hudba: Hanneman)
8. „In the Name of God“ – 3:40 – (King)
9. „Scrum“ – 2:16 – (Text: King; Hudba: Hanneman)
10. „Screaming from the Sky“ – 3:12 – (Text: Hanneman, Araya, King; Hudba: Hanneman)
11. „Point“ – 4:11 – (Text: King; Hudba: Hanneman)

## Sestava
| - Tom Araya – baskytara, zpěv - Jeff Hanneman – kytara, doprovodné vokály - Kerry King – kytara, klávesy, doprovodné vokály - Paul Bostaph – bicí - Rick Rubin – produkce - Howie Weinberg – mastering - Greg Gordon – režie | - Brian Davis – asistent režie - John Tyree – asistent režie - Sebastian Haimerl – asistent režie - Allen Sanderson – asistent režie - Exum – foto - Frank – art direction - Wade Goeke – asistent režie |